# Rosaline Mouton
Rosaline Mouton (Oostende, 14 oktober 1981) is een Belgisch politica voor Vooruit.

## Levensloop
Mouton studeerde in 2004 af als licentiate in de rechten aan de Universiteit Gent en behaalde er in 2006 eveneens een master in het notariaat. In 2008 volgde er nog een diploma van master in het vennootschapsrecht aan de Katholieke Universiteit Brussel. Ze ging in 2006 aan de slag als notarieel juriste, eerst in kantoren in Oostende en Veurne en vanaf 2017 als zelfstandige.
Op achttienjarige leeftijd werd ze politiek actief voor de toenmalige SP. Voor opvolger sp.a zetelde Mouton van 2007 tot 2012 in de OCMW-raad van Koksijde. Na de gemeenteraadsverkiezingen van oktober 2012 was ze van januari 2013 tot december 2018 lid van de gemeenteraad. Bij de gemeenteraadsverkiezingen van oktober 2018 werd Mouton niet herkozen, waarna ze van 2019 tot 2024 voor sp.a en nadien Vooruit in het Bijzonder comité voor de sociale dienst van Koksijde zetelde.
Van december 2012 tot mei 2014 zetelde Mouton voor de sp.a eveneens in de Kamer van volksvertegenwoordigers als vervangster van Myriam Vanlerberghe, die gedeputeerde werd van de provincie West-Vlaanderen. Bij de verkiezingen van mei 2014 was ze niet langer kandidaat.